# Mike Harmon
Michael "Mike" Joseph Harmon, född 24 januari 1958, är en amerikansk professionell stockcarförare. Han tävlar 2019 på deltid i Nascar Xfinity-serien och kör Chevrolet Camaro nummer 17 och 74 för Mike Harmon Racing (MHR) och deltid i NASCAR Gander Outdoors Truck Series och kör Silverado 74 för MHR. Tidigare körde han i NASCAR Slim Jim All Pro Series och slutade som åtta 1997.

## Krasch i Bristol
Harmon är känd för en incident på Bristol Motor Speedway i augusti 2002. Han tränade i sin bil nummer 44 när han kraschade in i porten till banan i kurva 2. Eftersom porten var felaktigt säkrad när Harmons bil kraschade, så öppnades den och bilen körde därefter in i en betongvägg. Kraschen var så våldsam att bilen delades i två delar. Resterna av fordonet blev sedan påkörda av Johnny Sauter, men lyckligtvis den halvan av bilen som Harmon inte satt i och han kunde gå därifrån oskadd.